# 165. Preis der Diana 2023
Der 165. Preis der Diana 2023 (voller Name 165. Henkel-Preis der Diana – German Oaks) fand am 6. August 2023 auf der Galopprennbahn Düsseldorf-Grafenberg statt. Es war das 165. Ausgabe dieses seit 1857 ausgetragenen Rennens und war mit 500.000 € dotiert.
Es gewann die von Henk Grewe für die Besitzergemeinschaft Stall Golden Goal trainierte, von Antje und Lars-Wilhelm Baumgarten gezogene und von Lukas Delozier gerittene Stute Muskoka (Sea the Moon – Morning Mist) vor Kassada und Sea The Lady, die beide ebenfalls Sea the Moon zum Vater haben. Es war erst das zweite Mal in der langen Geschichte dieses Rennens, dass die drei Erstplatzierten denselben Vater hatten. 1910 gelang dies den Töchtern des vom Gestüt Graditz importierten englischen Derbysiegers Ard Patrick.
Die Siegerin Muskoka wurde Anfang Oktober auf der Vent d’ la Arc für 1,3 Mio. Euro an den chinesischen Milliardär Yuesheng Zhang verkauf, konnte danach aber keine Akzente mehr auf der Rennbahn setzen und wechselte schließlich Anfang 2024 in die Zucht, wo sie als erstes vom Ausnahmehengst Frankel gedeckt wurde.
Der am frühen Nachmittag einsetzende Starkregen hatte das Geläuf so stark aufgeweicht, das der Renntag nach drei Rennen abgebrochen werden musste.

## Resultat
| Platz | Pferd            | Nr. | Abstand      | Gewinn    | Besitzer                       | Trainer           | Jockey              | Quote |
| ----- | ---------------- | --- | ------------ | --------- | ------------------------------ | ----------------- | ------------------- | ----- |
| 01    | Muskoka          | 03  | Kampf        | 300.000 € | Stall Golden Goal              | Henk Grewe        | Lukas Delozier      | 05,8  |
| 02    | Kassada          | 01  | Hals         | 100.000 € | Gestüt Röttgen                 | Markus Klug       | Maxim Pecheur       | 05,3  |
| 03    | Sea The Lady     | 06  | 2 1⁄4 Längen | 050.000 € | Avatara S.A. u.Haras d’Etreham | Yann Barberot     | Clement Lecoeuvre   | 14,7  |
| 04    | Empore           | 09  | 1 ⁄2 Längen  | 027.000 € | Gestüt Röttgen                 | Markus Klug       | Adrie de Vries      | 17,1  |
| 05    | Quantanamera     | 08  | 3⁄4 Länge    | 013.000 € | Jürgen Sartori                 | Andreas Suborics  | Martin Seidl        | 07,1  |
| 06    | Spirit of Dreams | 11  | 1 ⁄2 Längen  | 010.000 € | UNIA Racing                    | Yasmin Almenräder | Anna van den Troost | 38,3  |
| 07    | Ultima           | 05  | 1⁄2 Länge    |           | Gestüt Auenquelle              | Roland Dzubasz    | Thore Hammer-Hansen | 17,5  |
| 08    | North Reliance   | 13  | 6 Längen     |           | Michael Wachowitz              | Marcel Weiß       | Wladimir Panov      | 23,9  |
| 09    | View Zabeel      | 11  | 2 1⁄4 Längen |           | Jaber Abdullah                 | Andreas Wöhler    | Olivier Peslier     | 10,7  |
| 10    | Atlantica        | 12  | 1⁄2 Länge    |           | Gestüt Brümmerhof              | Peter Schiergen   | Sibylle Vogt        | 39,8  |
| 11    | Weracruz         | 02  | 2 1⁄2 Längen |           | Gestüt Ebbesloh                | Peter Schiergen   | Rene Piechulek      | 04,6  |
| 12    | Evina            | 14  | 10 Längen    |           | Gestüt Brümmerhof              | Andreas Suborics  | Bayarsaikhan Ganbat | 56,1  |
| 13    | Calmly           | 10  | 1 3⁄4 Längen |           | Team Valor International       | Jerome Reynier    | Antonio Orani       | 12,6  |

## Bilder der Diana-SiegerinMuskoka

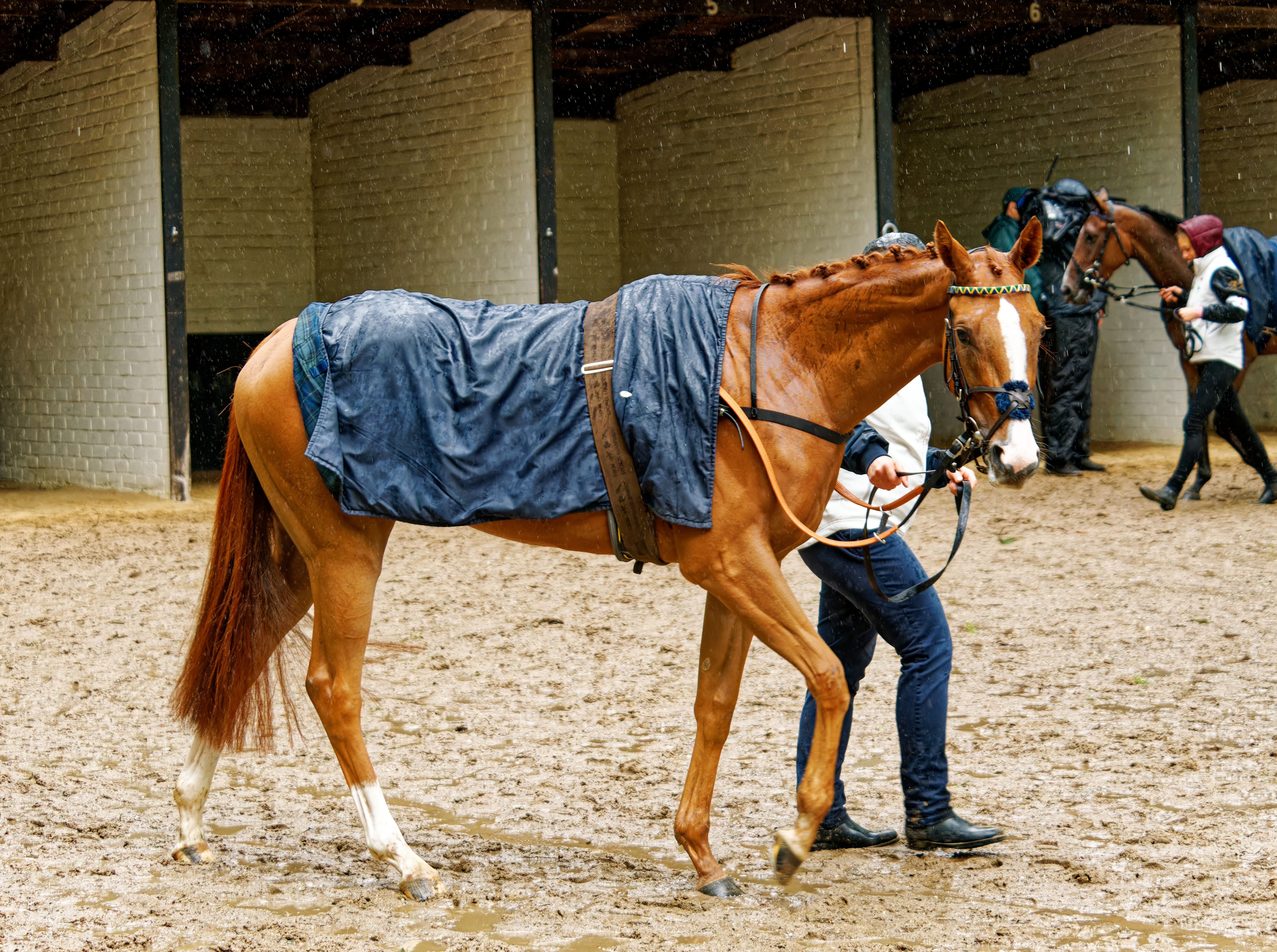
Muskoka vor den Sattelboxen
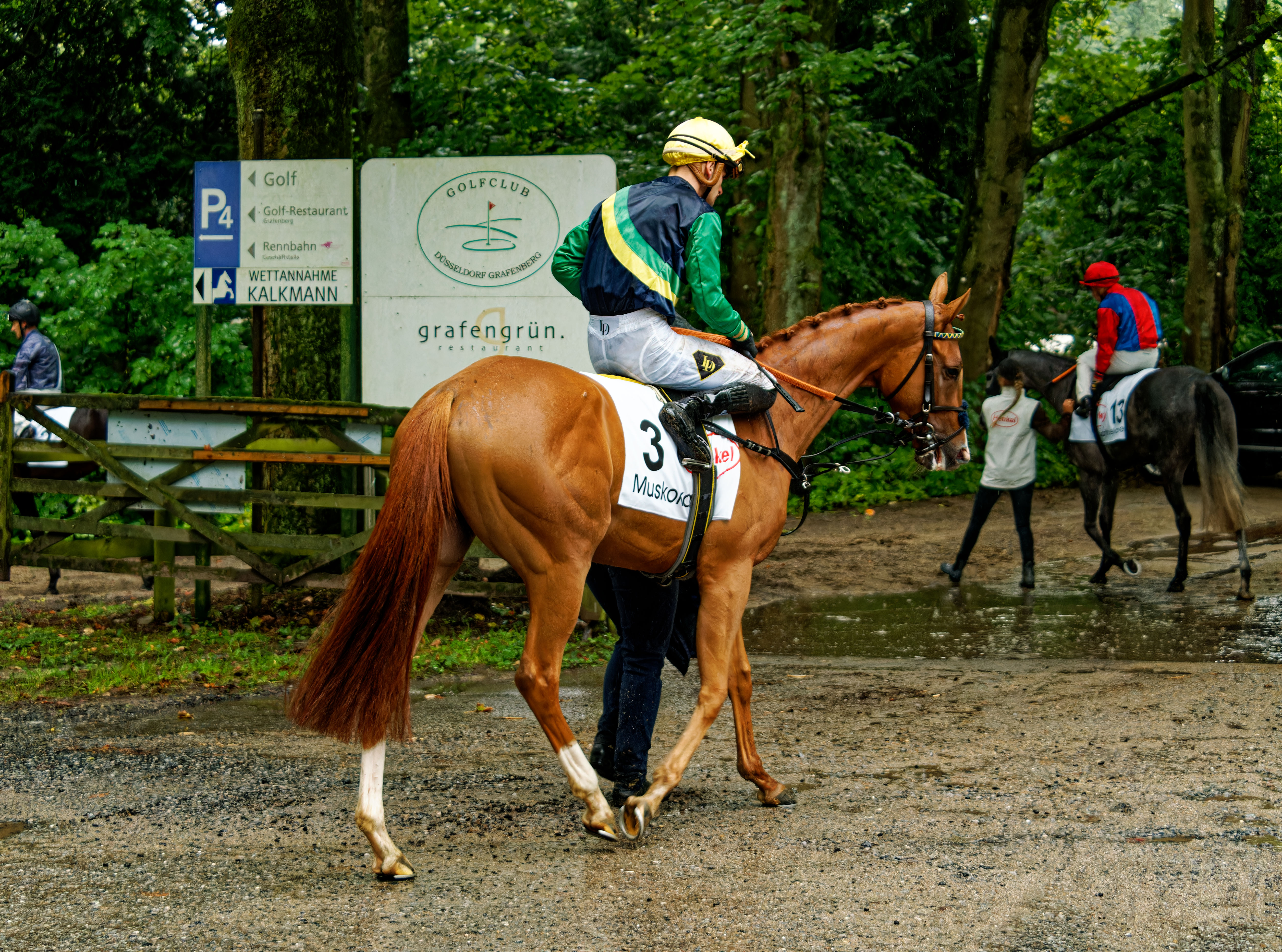
Muskoka mit Jockey Lukas Delozier auf dem Weg vom Führring zum Geläuf
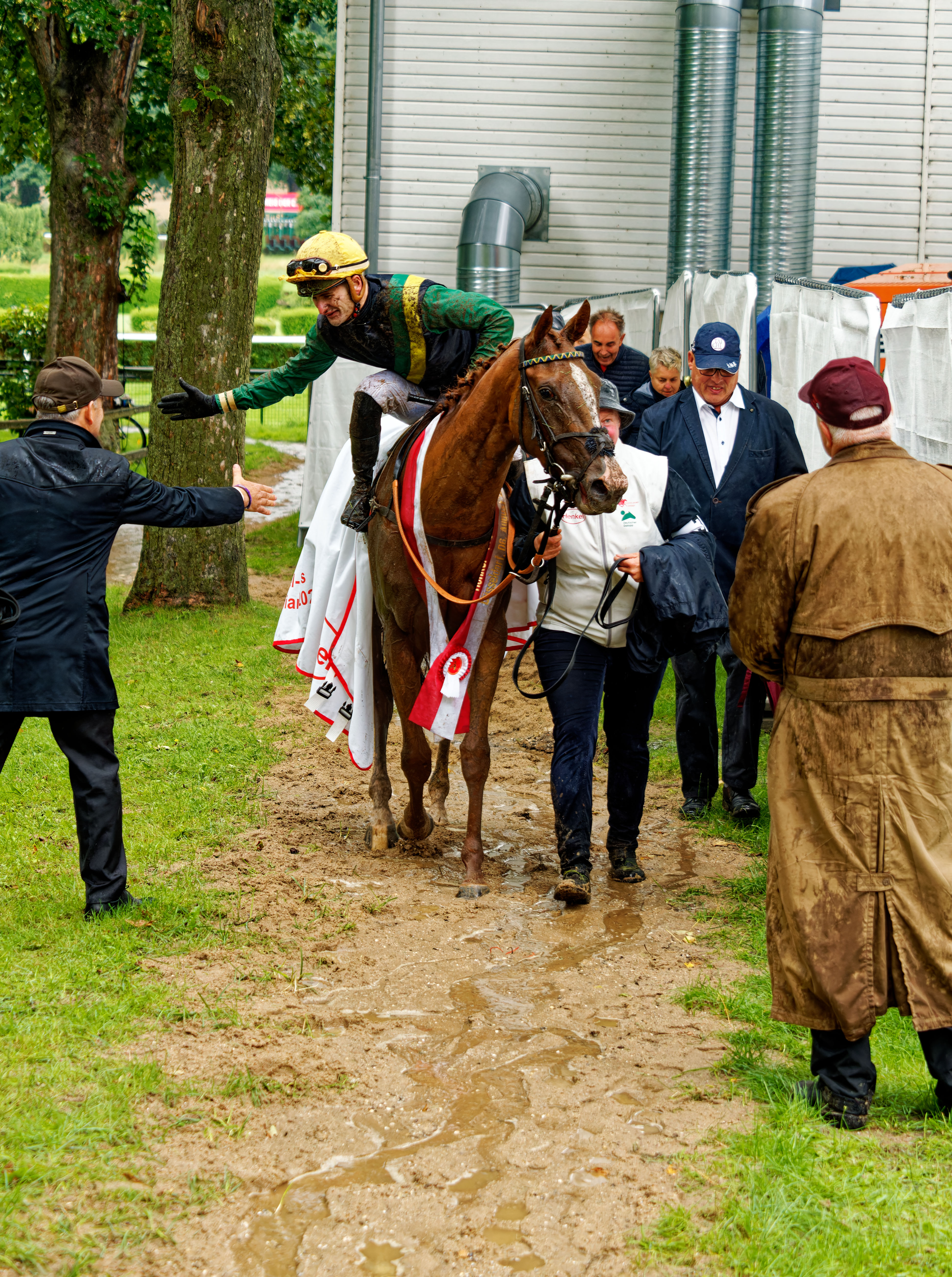
Muskoka mit Jockey Lukas Delozier auf dem Weg vom Geläuf zum Absattelring
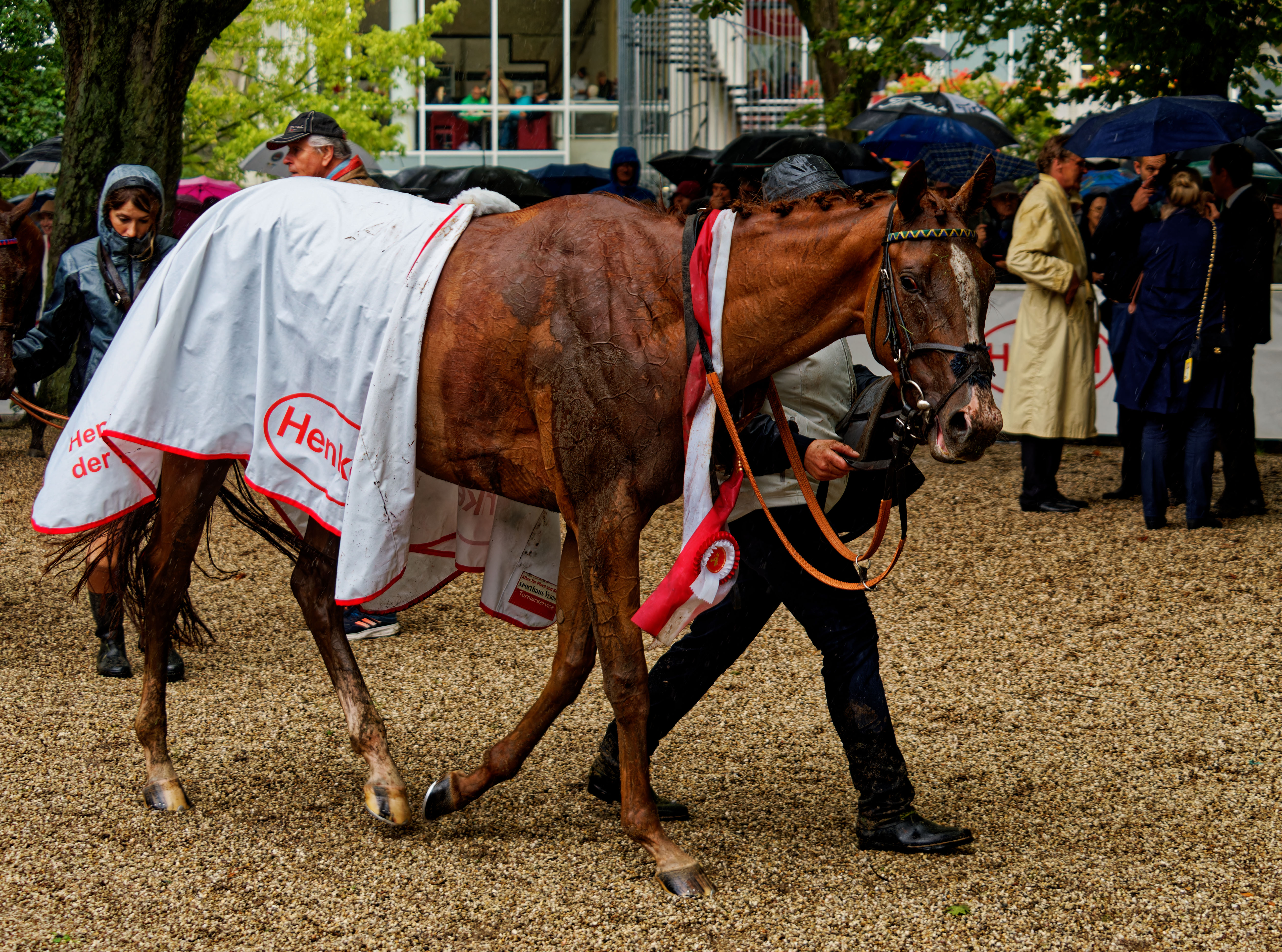
Muskoka im Absattelring

## Bilder der platzierten Pferde

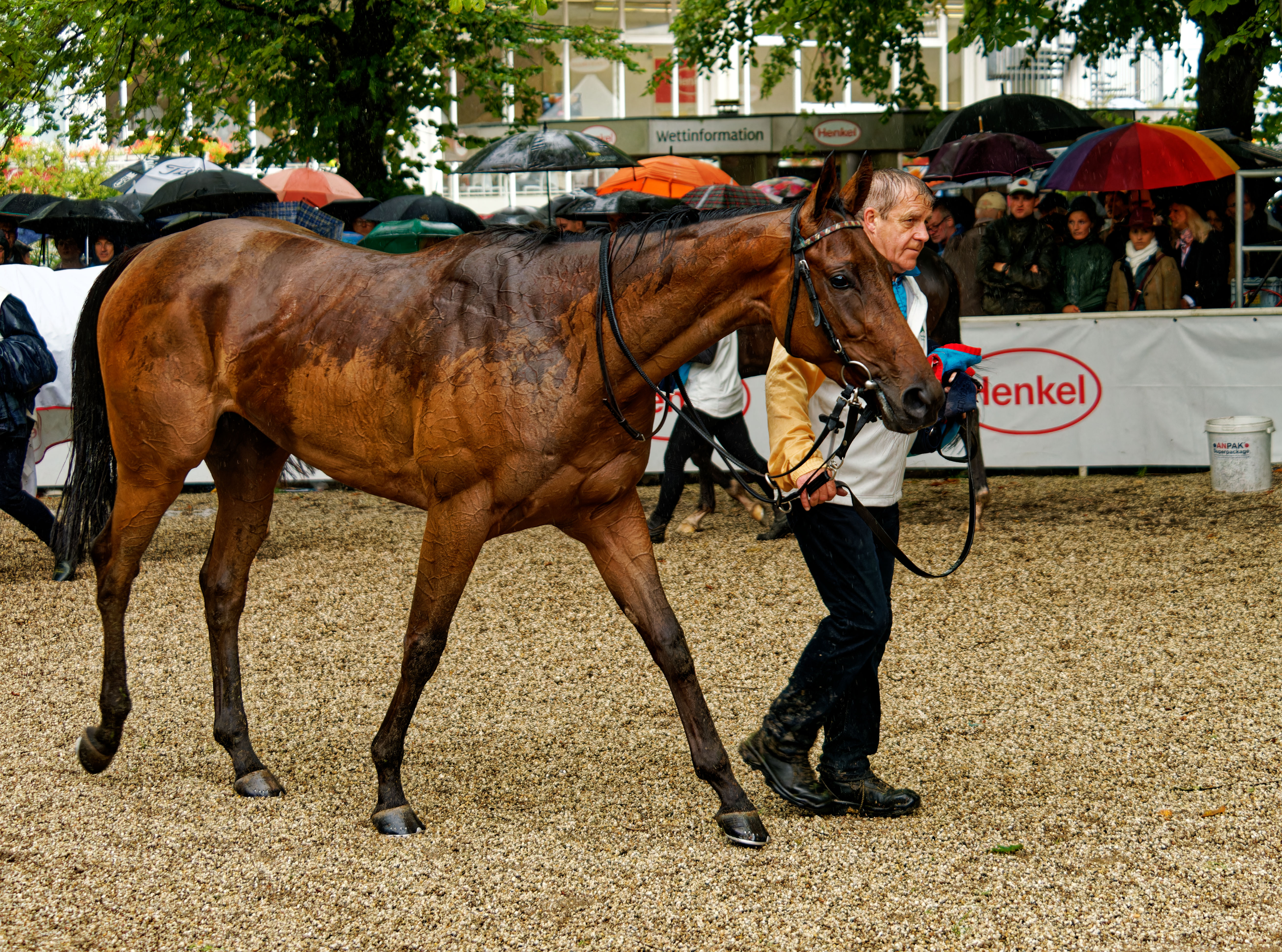
Kassada
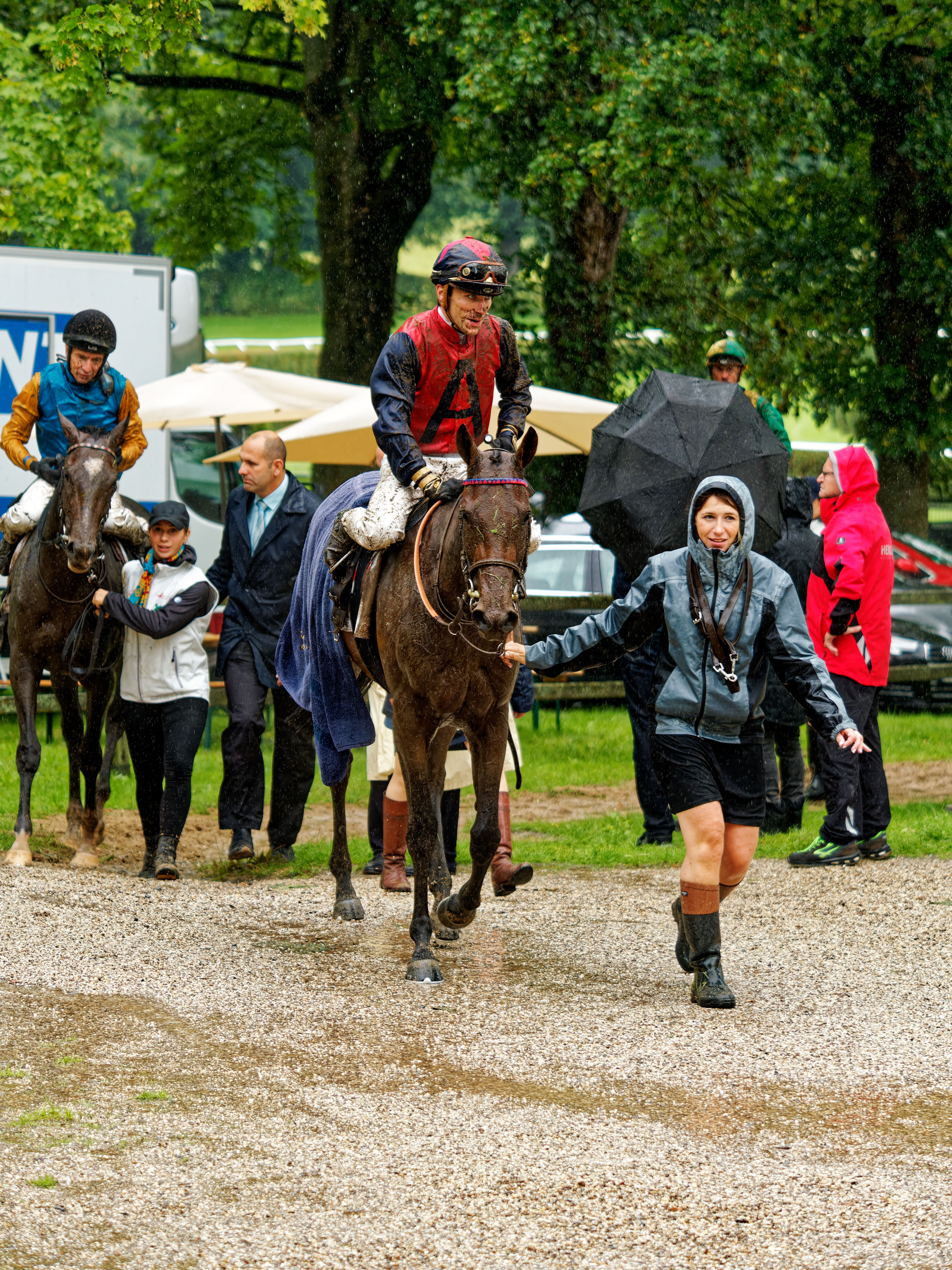
Sea The Lady
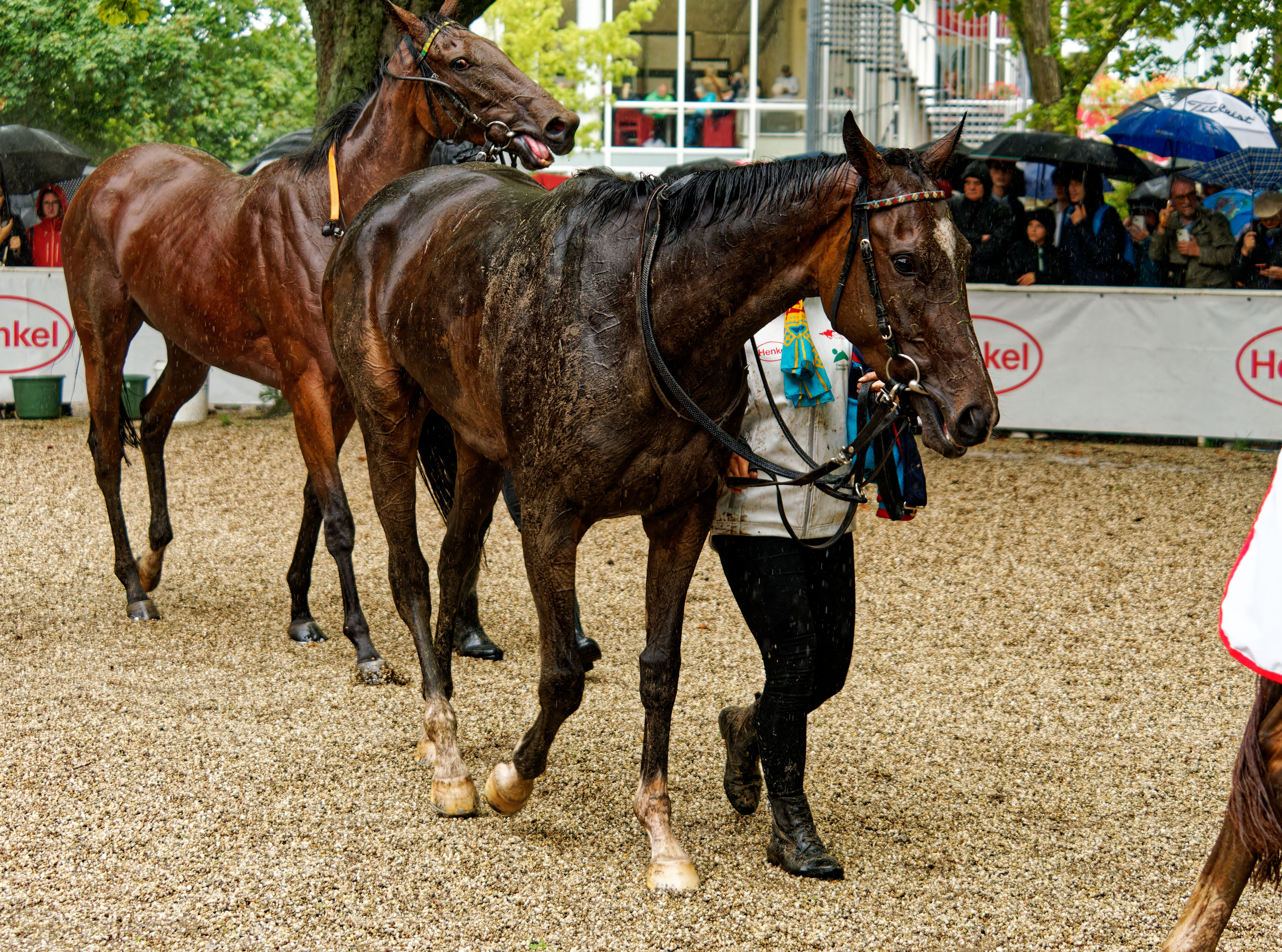
Empore
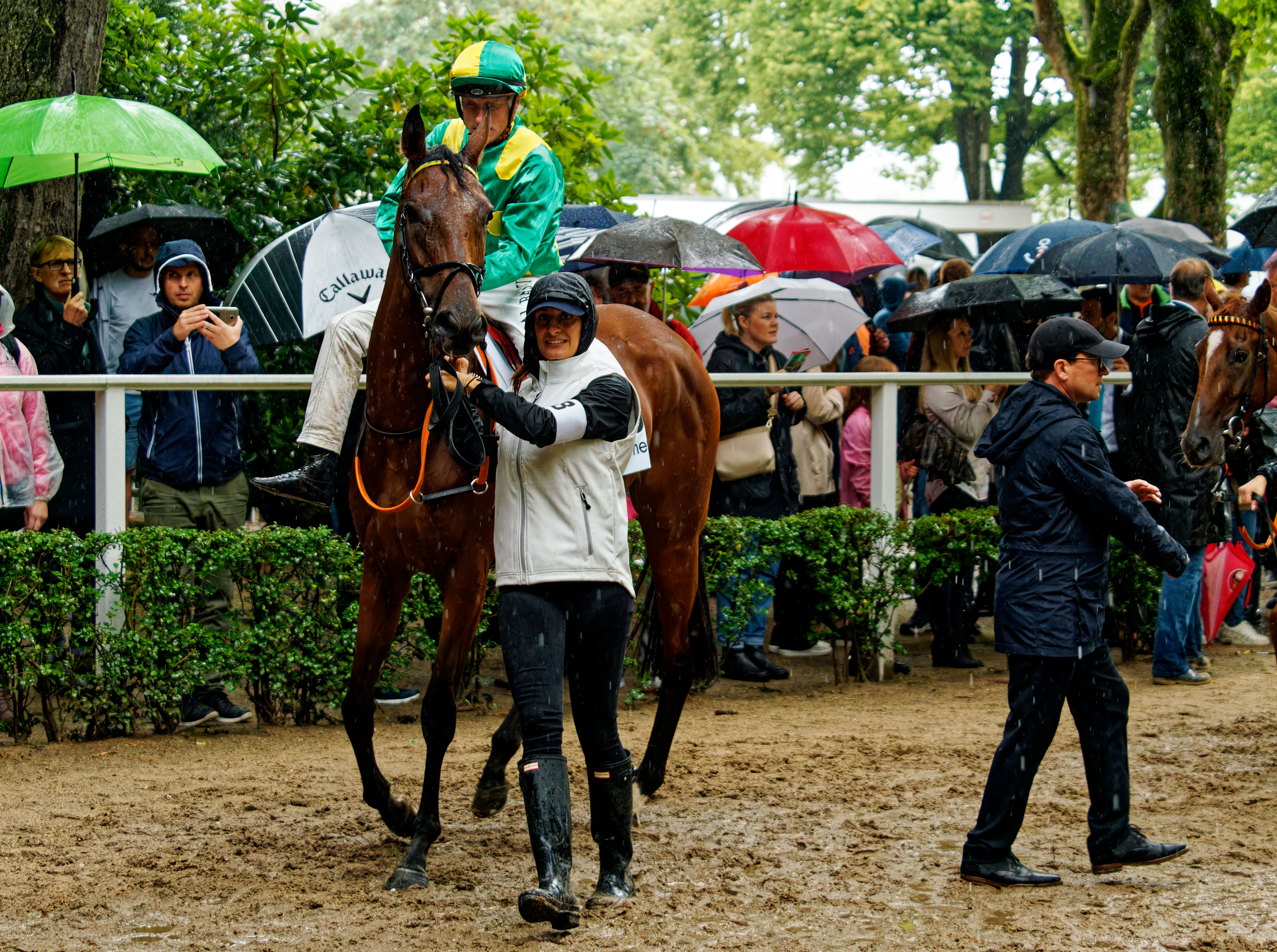
Quantanamera
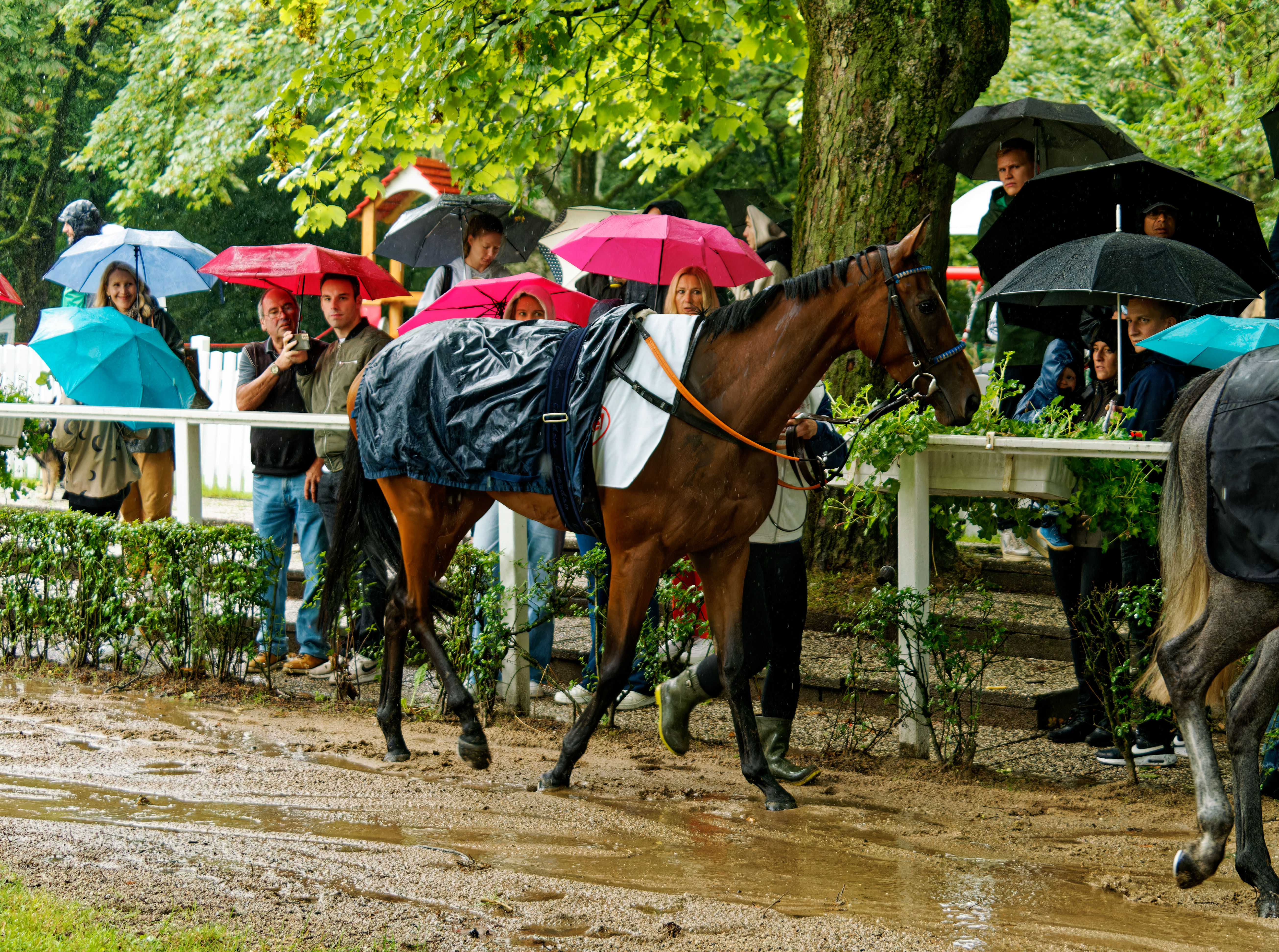
Spirit of Dreams

## Bilder vom Rennen

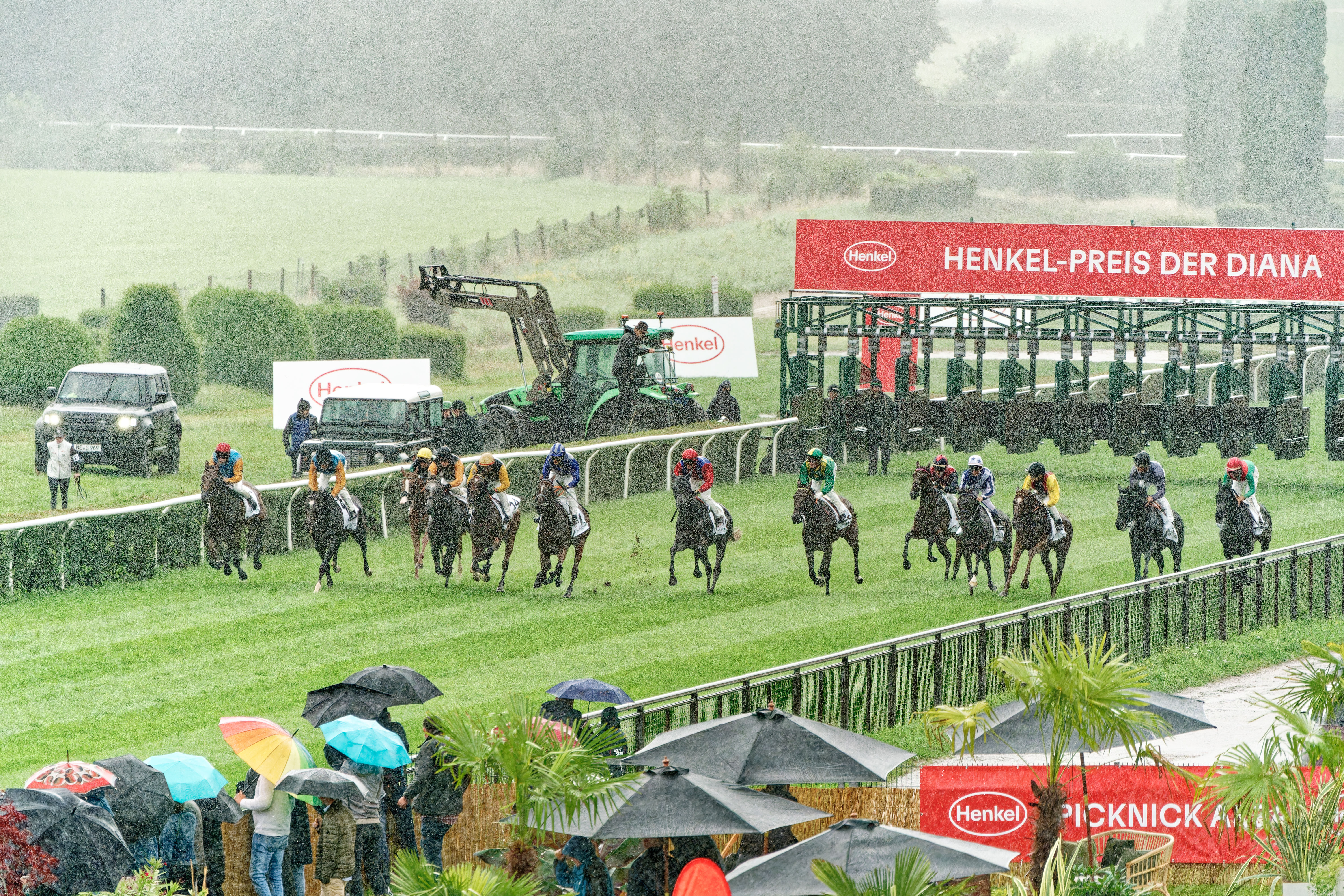
Das Feld kurz nach dem Start
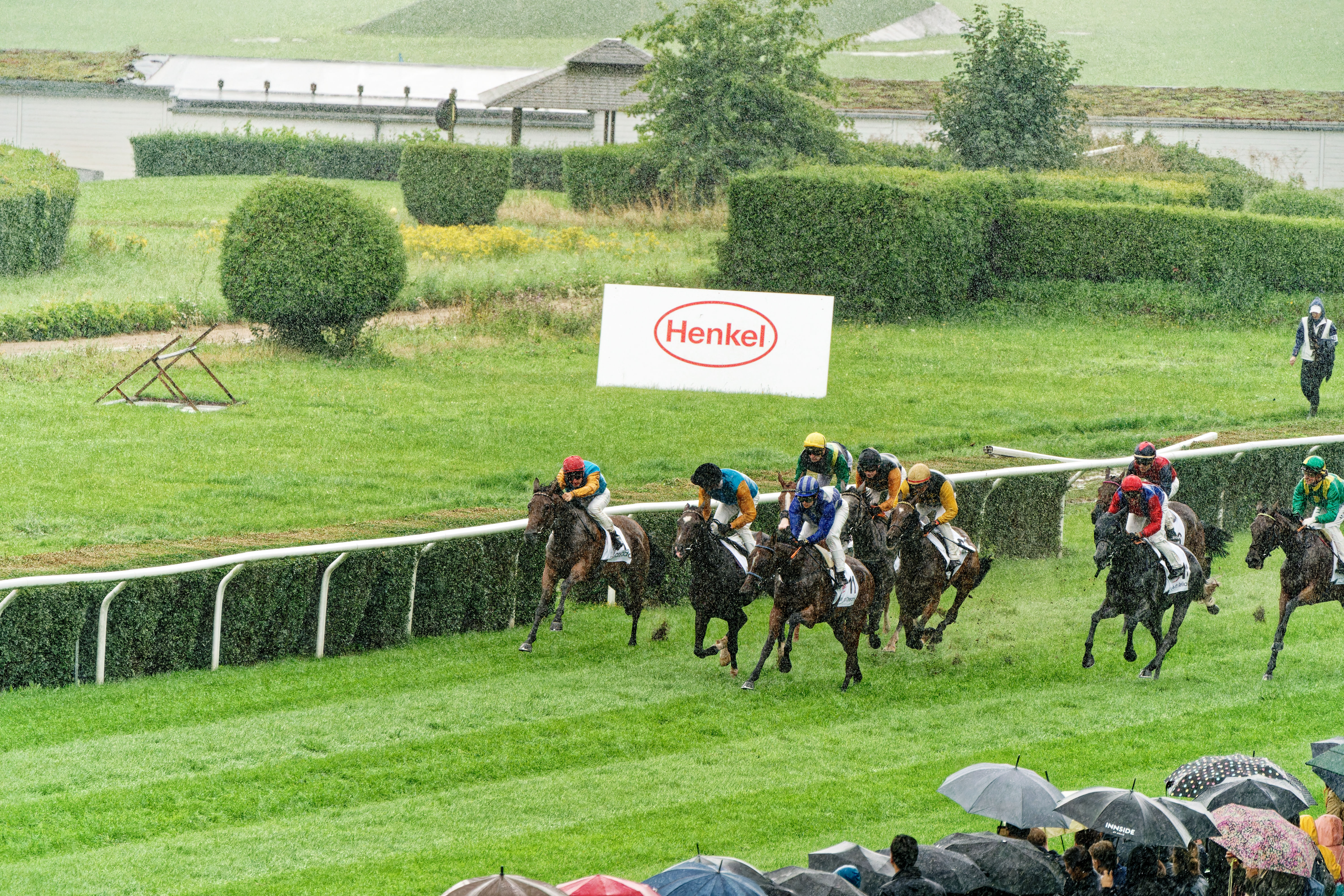
Das Feld sortiert sich nach dem Start
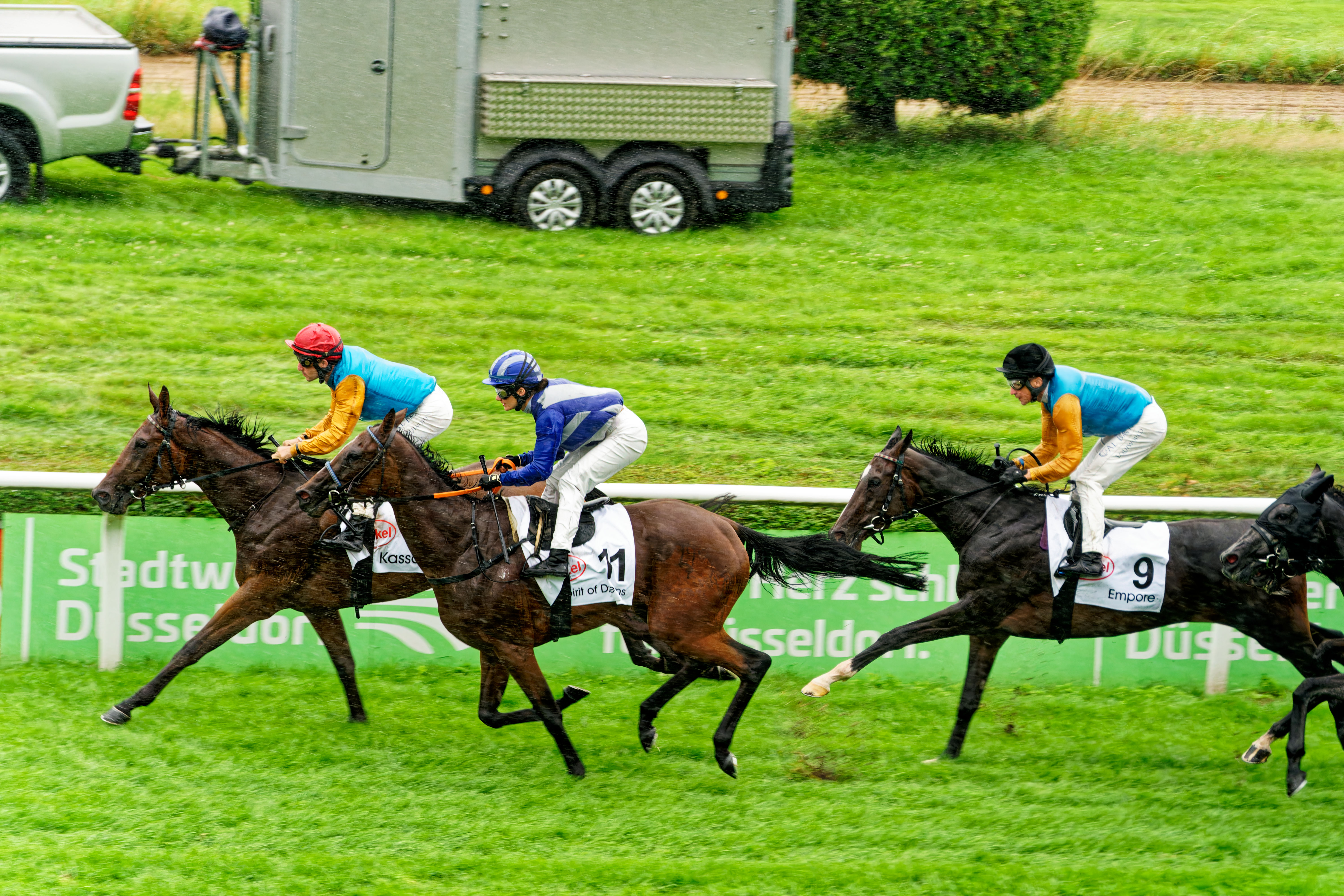
Kassada übernimmt die Führung
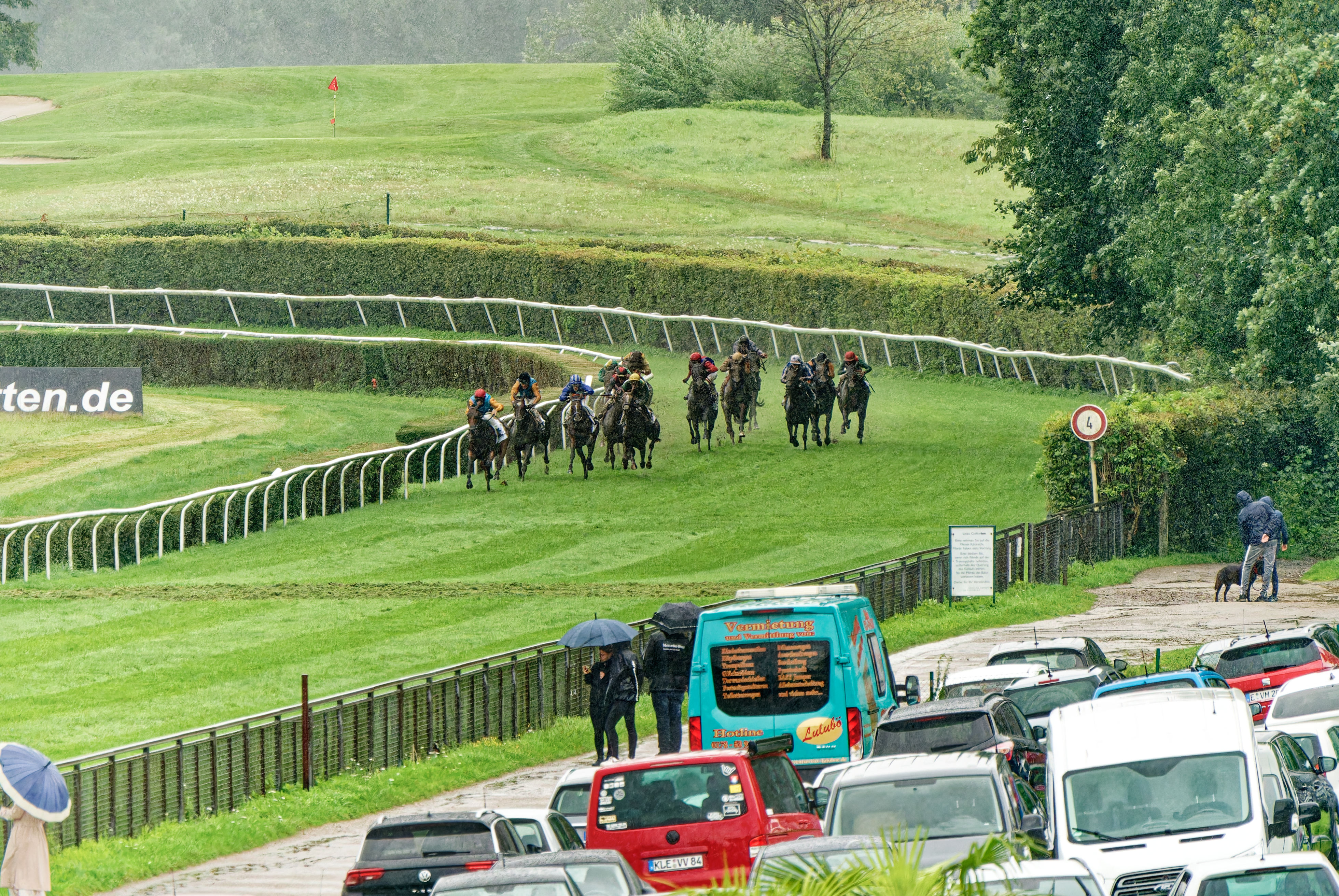
Die Pferde biegen auf die Zielgerade ein
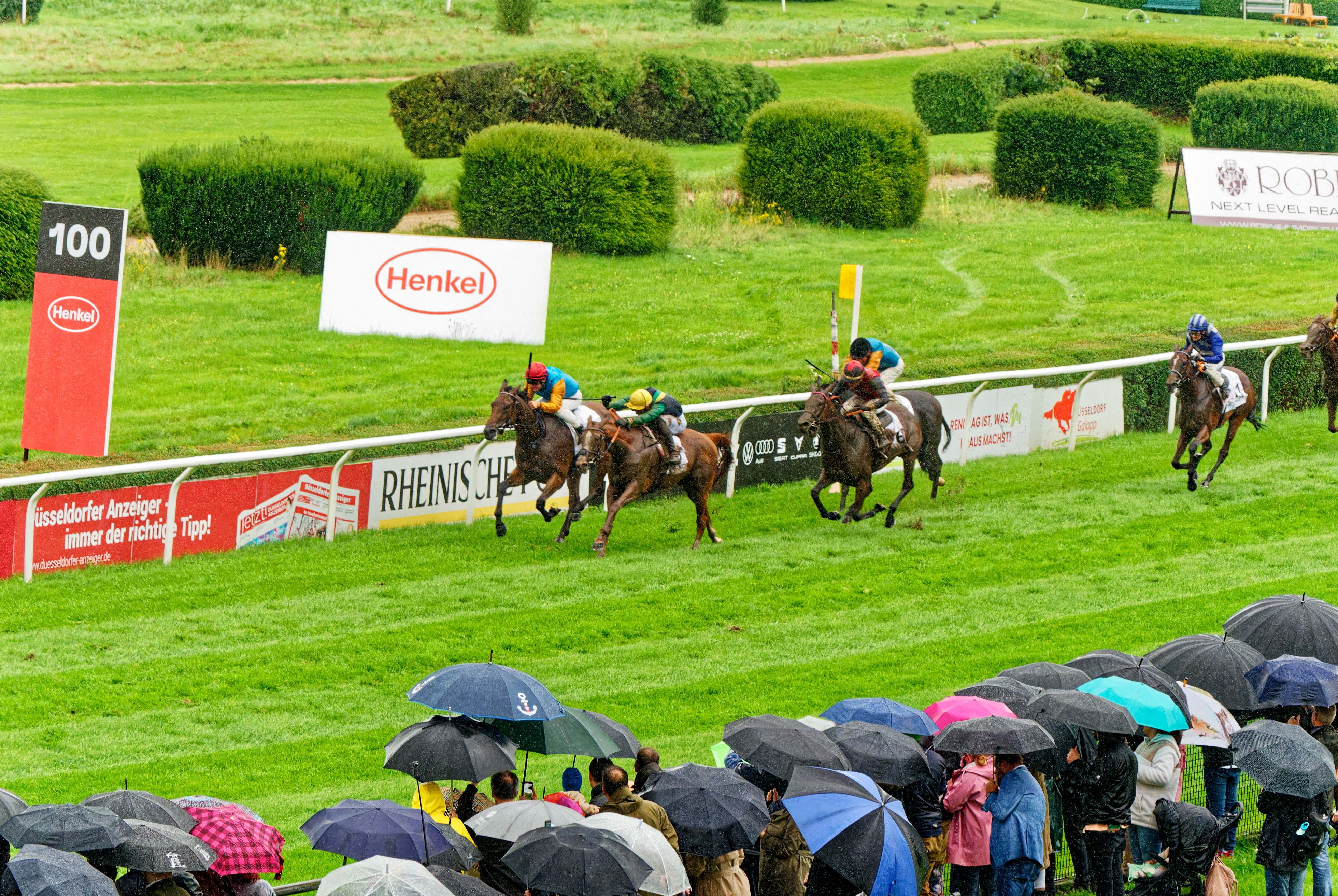
Kasssada und Muskoka kämpfen um die Führung
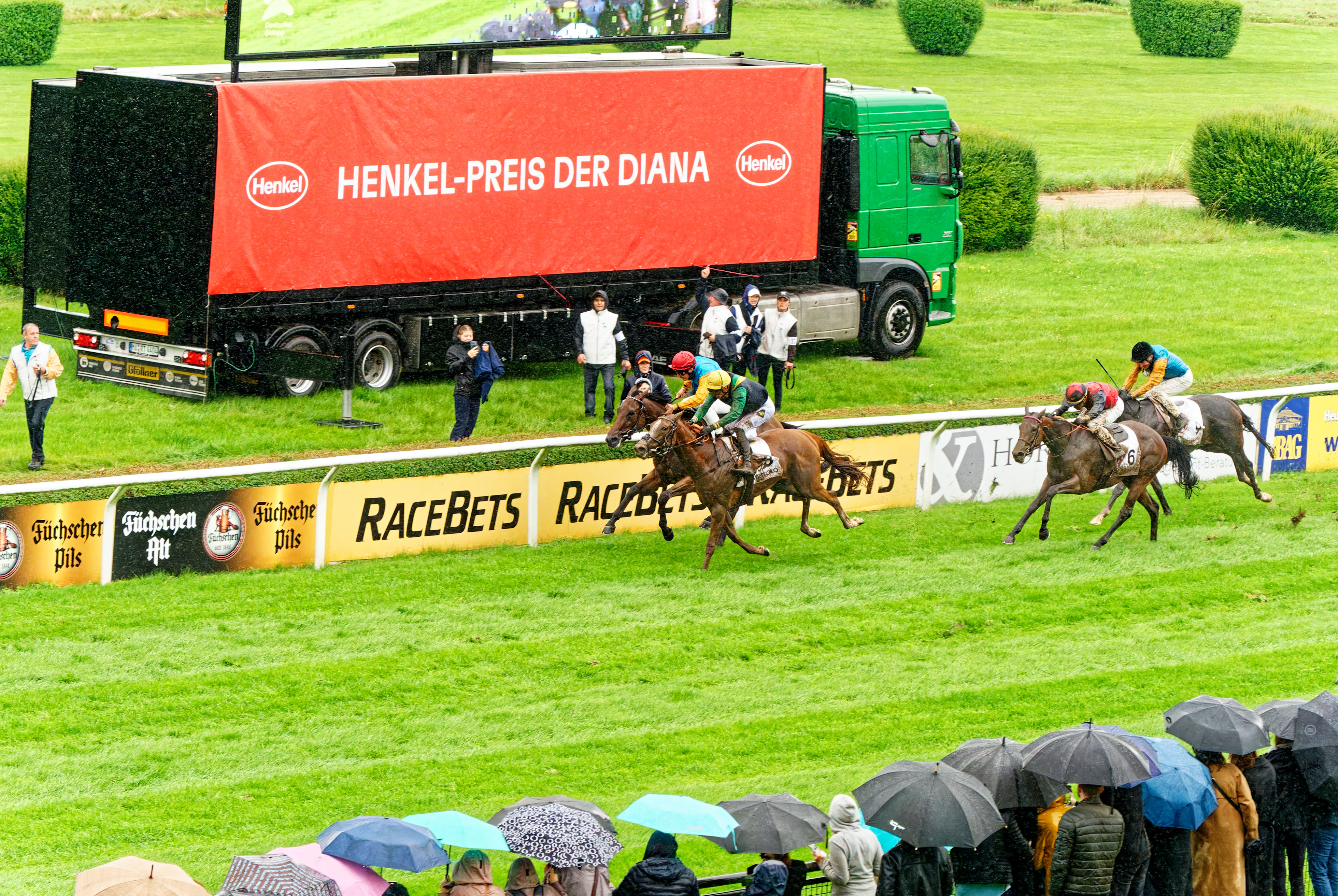
40 Meter vor dem Ziel Kassada gleichauf mit Muskoka. Dahinter Sea The Lady, Empore
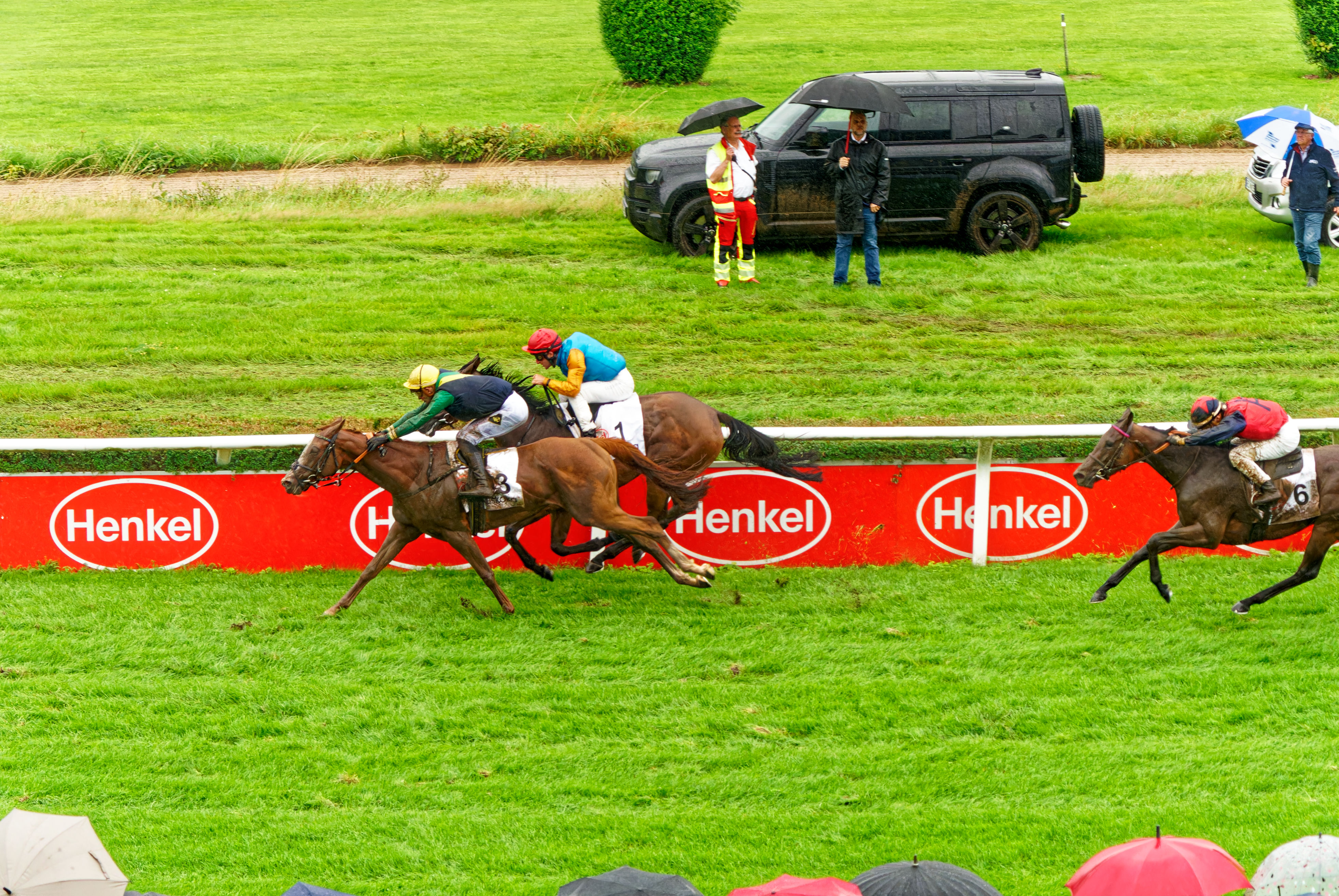
Kurz vor dem Ziel übernimmt Muskoka knapp die Führung vor Kassada

## Bilder von der Siegerehrung

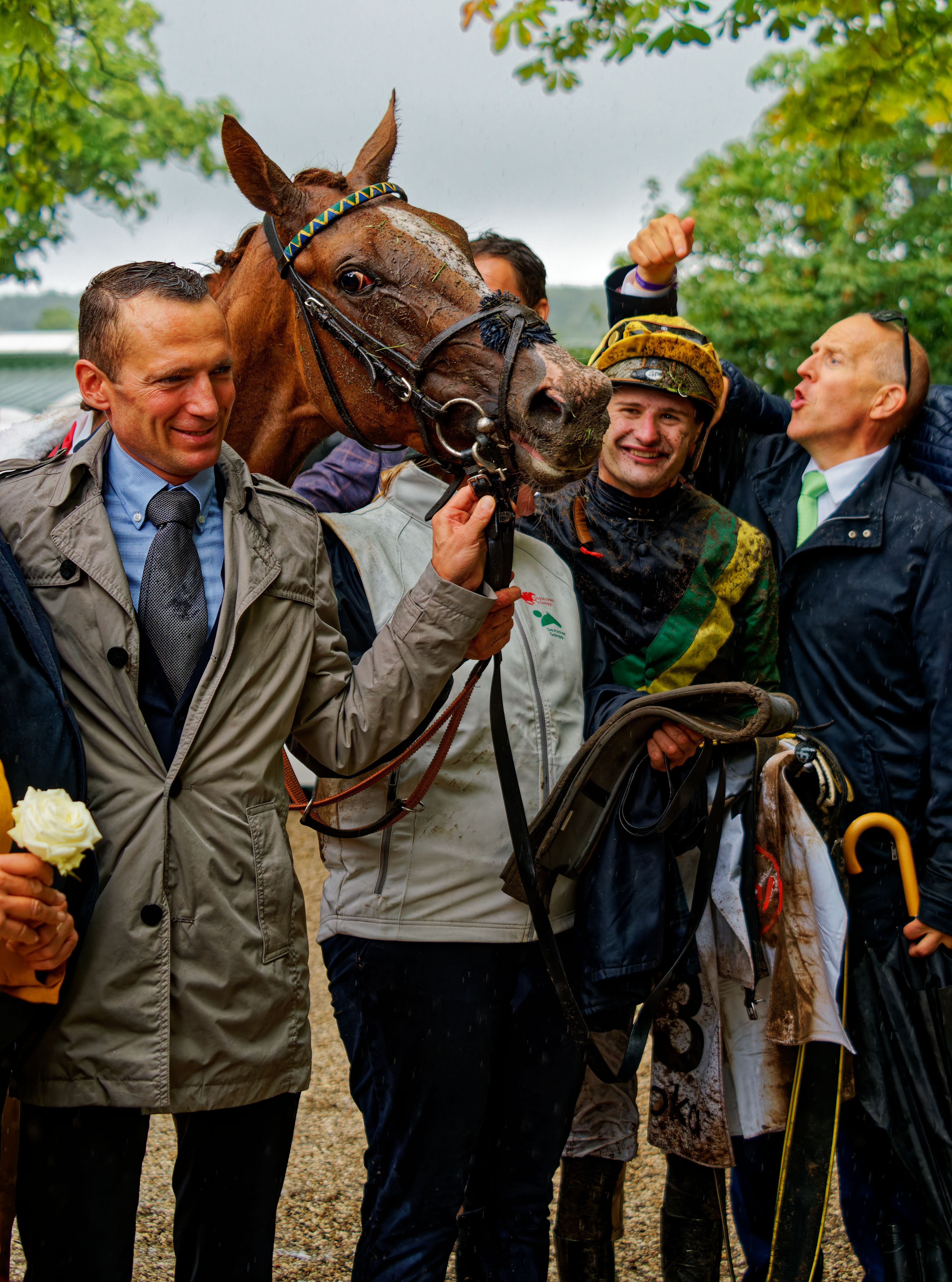
Das Siegerteam im Absattelring
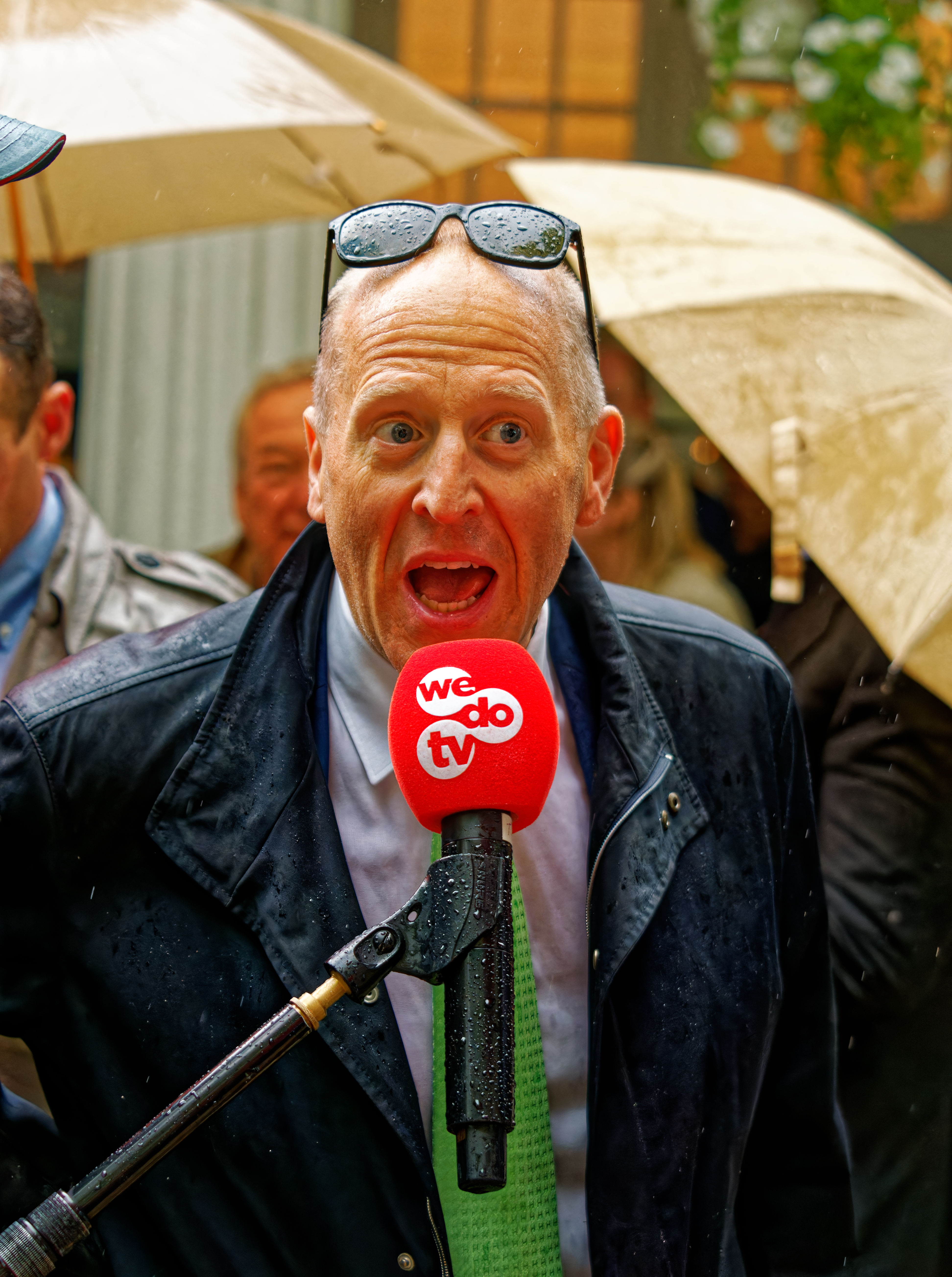
Züchter und Mitbesitzer L.-W. Baumgarten im Interview
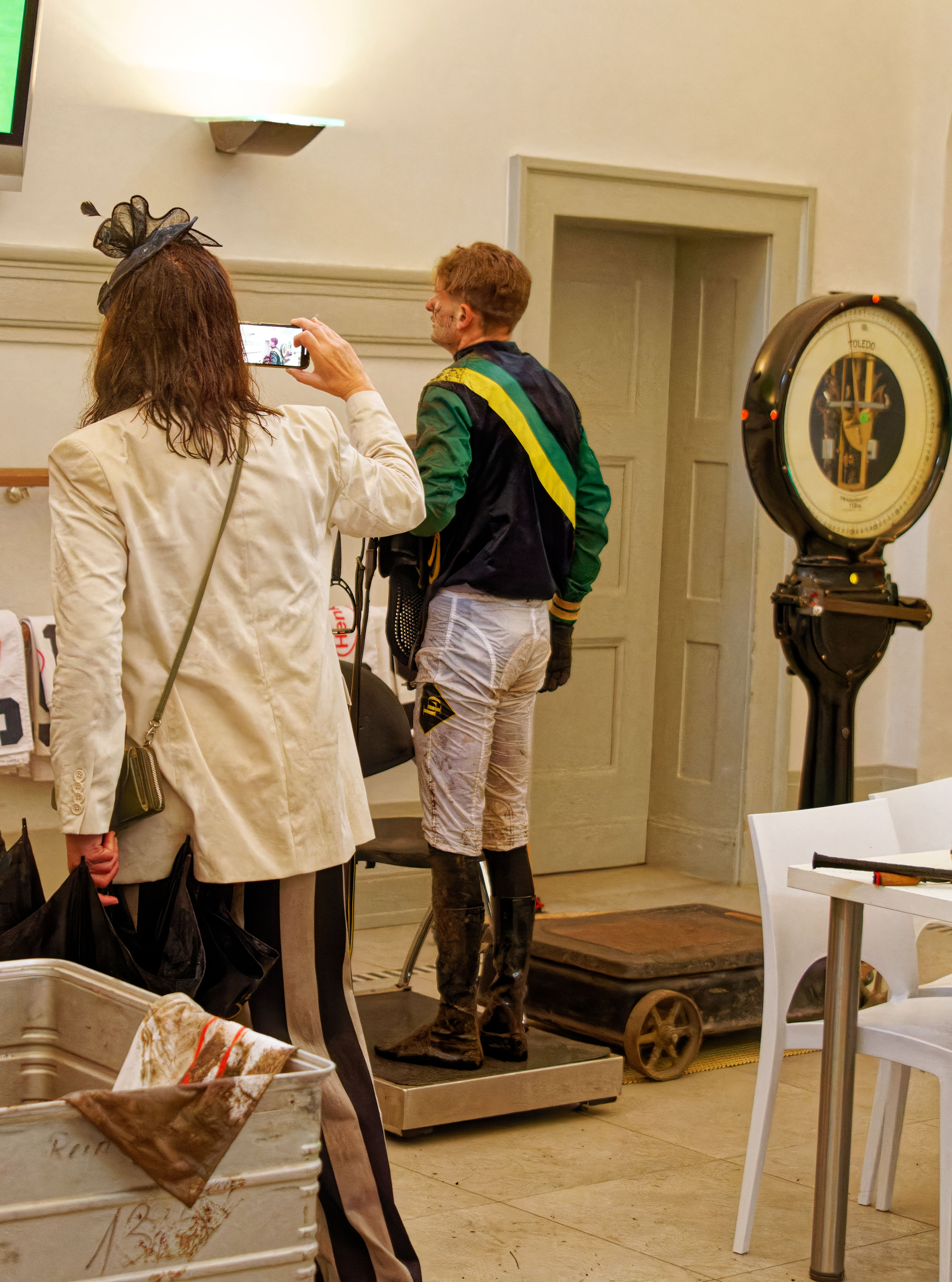
Jockey Lukas Delozier beim Zurückwiegen
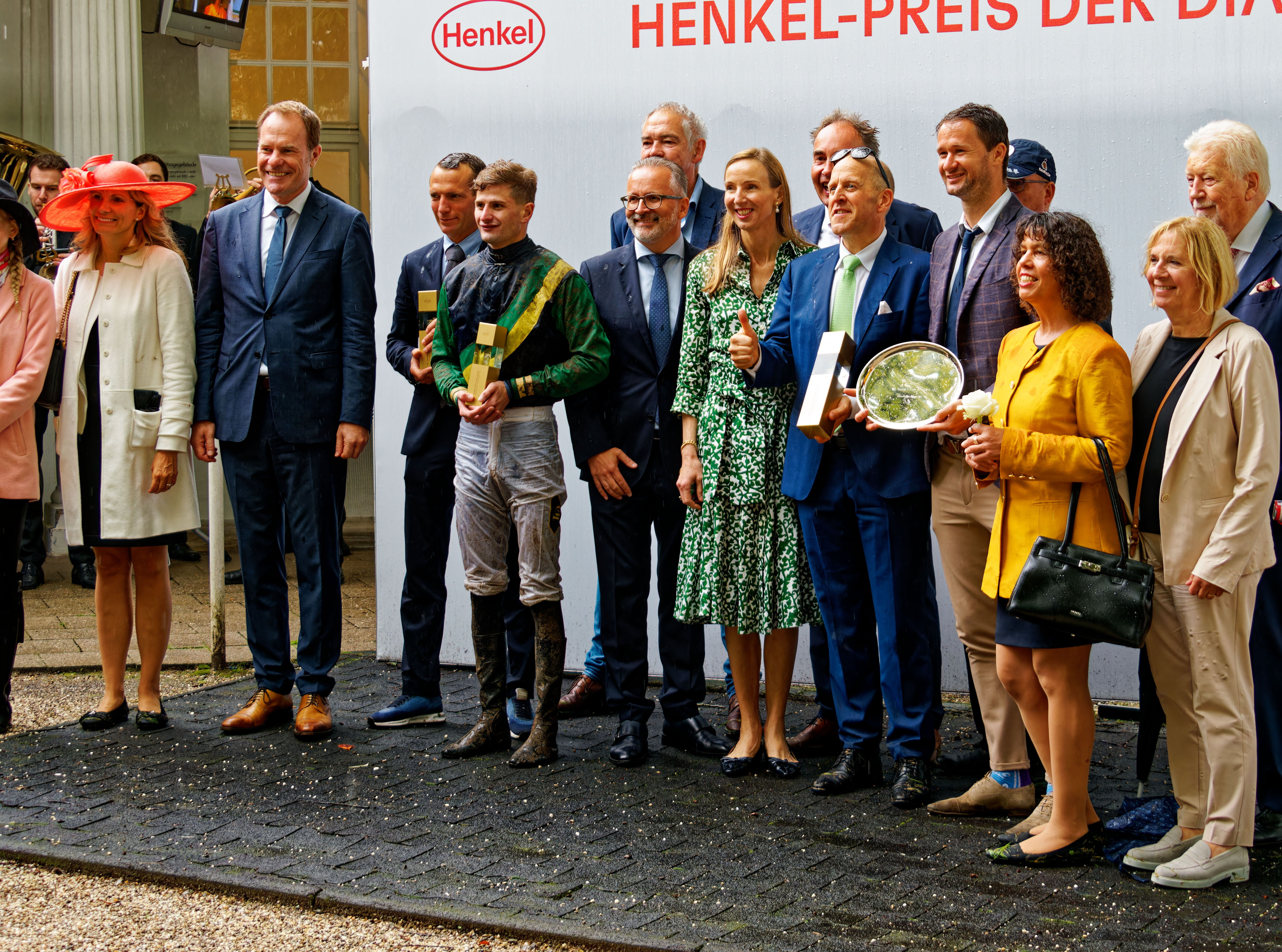
Gesamtbild bei der Siegerehrung